# Jacob Adriaensz. Backer
Jacob Adriaensz. Backer (Harlingen, 1608 - Amsterdam, 17 augustus 1651), ook bekend als Jacobo Adriaensz. Bacquer was een Nederlands schilder en tekenaar. Hij was bijzonder bedreven in het uitdrukken van plooien en kostbare stoffen en in het weergeven van handen en voeten. Zijn tekeningen, mannelijk en vrouwelijk naakt, zijn van uitzonderlijke kwaliteit. Backer schilderde nooit een landschap, tenzij als achtergrond op zijn pastorale werken.

## Biografie
Jacob Adriaensz. Backer was de zoon van de bakker Adriaen Tjerks (ca. 1575-1626). Na de dood van zijn moeder Hilkje Folkertsdr (ca. 1610) verhuisde de doopsgezinde familie naar Amsterdam, waar zijn vader hertrouwde met een weduwe. Backer groeide op in de buurt van de Haringpakkerstoren. Samen met Govert Flinck werd hij leerling van de Leeuwarder schilder Lambert Jacobsz, een doopsgezinde leraar en gespecialiseerd in Bijbelse voorstellingen. Niet aangetoond kan worden, dat hij evenals Govert Flinck leerling is geweest van Rembrandt. Backer is wel beïnvloed door schilders als Wybrand de Geest, Rubens en Abraham Bloemaert.
Over het leven van Backer zijn weinig bijzonderheden bekend. Hij is nooit getrouwd geweest, heeft nooit een huis gekocht en er zijn geen schandalen bekend omtrent zijn persoon. Backer werkte bijzonder snel en er zijn ongeveer 140 schilderijen bekend, waarvan 70 portretten. Zijn verflagen zijn transparant. Het Amsterdams Historisch Museum bezit een regentenstuk, waarmee Backer beroemd werd op nog jonge leeftijd.
Aan de hand van zijn portret van Johannes Wtenbogaert kon ook de zitter op het schilderij van Rembrandt worden vastgesteld. Verder maakte hij ook een portret van de schilder Bartholomeus Breenbergh. Het Portret van een jongen in het grijs bevindt zich in de collectie van het Mauritshuis te Den Haag. Backer was leermeester van Jan de Baen, Jan van Noordt en Abraham van den Tempel, de zoon van zijn leermeester.
In het Rembrandthuis was in 2008 een monumentale tentoonstelling aan hem gewijd, met drieëndertig schilderijen en twintig tekeningen.
Het schilderij "Courtisane" van 1640 is tentoongesteld in het Museu Nacional de Arte Antiga in Lissabon (zie afbeelding).

## Lijst van schilderijen
| Titel | Datering    | Verblijfplaats           | Afbeelding |
| --- | ----------- | ------------------------ | ---------- |
| Portret van een heer | 1632        | Museum Bredius, Den Haag |            |
| Courtisane | 1640        |                          |            |
| Johannes Lutma, zilversmid te Amsterdam door Jacob Adriaensz Backer                                                                  |             |                          |            |
| Profiel van een oude man |             | Hermitage St. Petersburg |            |
| Portret van een vrouw als muze | 1650        |                          |            |
| Portret van Johannes Wtenbogaert | 1638        | Rijksmuseum Amsterdam    |            |
| Officieren en andere schutters van wijk V in Amsterdam onder leiding van kaptein Cornelis de Graeff en luitenant Hendrick Lauwrensz. | 1642        |                          |            |
| Portret van Sara de Bie | 1638 - 1651 | Rijksmuseum Amsterdam    |            |
| De regenten van het Nieuwe Zijds Huiszittenhuis te Amsterdam                                                                         | 1645 - 1651 | Rijksmuseum Amsterdam    |            |